# Distribució q de Weibull
En estadística, la distribució q de Weibull és una distribució de probabilitat que generalitza la distribució de Weibull i la distribució de Lomax (Pareto de tipus II). És un exemple de distribució de Tsallis.

## Caracterització

### Funció de densitat de probabilitat
La funció de densitat de probabilitat d'una variable aleatòria amb una distribució q de Weibull és:
{\displaystyle f(x;q,\lambda ,\kappa )={\begin{cases}(2-q){\frac {\kappa }{\lambda }}\left({\frac {x}{\lambda }}\right)^{\kappa -1}e_{q}(-(x/\lambda )^{\kappa })&x\geq 0,\\0&x<0,\end{cases}}}
on q < 2, {\displaystyle \kappa } > 0 són paràmetres de forma i λ > 0 és un paràmetre d'escala de la distribució i
{\displaystyle e_{q}(x)={\begin{cases}\exp(x)&{\text{if }}q=1,\\[6pt][1+(1-q)x]^{1/(1-q)}&{\text{if }}q\neq 1{\text{ and }}1+(1-q)x>0,\\[6pt]0^{1/(1-q)}&{\text{if }}q\neq 1{\text{ and }}1+(1-q)x\leq 0,\\[6pt]\end{cases}}}
és la q-exponencial

### Funció de distribució acumulada
La funció de distribució acumulada d'una variable aleatòria q de Weibull és:
{\displaystyle {\begin{cases}1-e_{q'}^{-(x/\lambda ')^{\kappa }}&x\geq 0\\0&x<0\end{cases}}}
on
{\displaystyle \lambda '={\lambda  \over (2-q)^{1 \over \kappa }}}
{\displaystyle q'={1 \over (2-q)}}

## Mitjana
La mitjana de la distribució q de Weibull és:
{\displaystyle \mu (q,\kappa ,\lambda )={\begin{cases}\lambda \,\left(2+{\frac {1}{1-q}}+{\frac {1}{\kappa }}\right)(1-q)^{-{\frac {1}{\kappa }}}\,B\left[1+{\frac {1}{\kappa }},2+{\frac {1}{1-q}}\right]&q<1\\\lambda \,\Gamma (1+{\frac {1}{\kappa }})&q=1\\\lambda \,(2-q)(q-1)^{-{\frac {1+\kappa }{\kappa }}}\,B\left[1+{\frac {1}{\kappa }},-\left(1+{\frac {1}{q-1}}+{\frac {1}{\kappa }}\right)\right]&1<q<1+{\frac {1+2\kappa }{1+\kappa }}\\\infty &1+{\frac {\kappa }{\kappa +1}}\leq q<2\end{cases}}}
on {\displaystyle B()} és la funció beta i {\displaystyle \Gamma ()} és la funció gamma. L'expressió per la mitjana és una funció contínua en q sobre en què està definit com a finit.

## Relació amb altres distribucions
La distribució q de Weibull és l'equivalent a la distribució de Weibull quan q = 1 i a la q-exponencial quan {\displaystyle \kappa =1}
La distribució q de Weibull és una generalització de la de Weibull, ja que estén aquesta distribució als casos amb domini finit (q < 1) i inclou les distribucions heavy-tailed {\displaystyle (q\geq 1+{\frac {\kappa }{\kappa +1}})}.
La distribució q de Weibull és una generalització de la distribució de Lomax (Pareto de tipus II), ja que estén aquesta distribució als casos de domini finit i afegeix el paràmetre {\displaystyle \kappa }. Els paràmetres de la Lomax són:
{\displaystyle \alpha ={{2-q} \over {q-1}}~,~\lambda _{\text{Lomax}}={1 \over {\lambda (q-1)}}}
Com que la distribució de Lomax és una versió modificada de la distribució de Pareto, la distribució q de Weibull amb {\displaystyle \kappa =1} és una generalització modificada reparametritzada de la de Pareto. Quan q > 1, la q-exponencial és equivalent a la modificada de Pareto que té un domini que comença en el zero. Específicament:
{\displaystyle {\text{If }}X\sim \operatorname {{\mathit {q}}-Weibull} (q,\lambda ,\kappa =1){\text{ i }}Y\sim \left[\operatorname {Pareto} \left(x_{m}={1 \over {\lambda (q-1)}},\alpha ={{2-q} \over {q-1}}\right)-x_{m}\right],{\text{ llavors}}X\sim Y\,}